# Robert Blake (admirał)

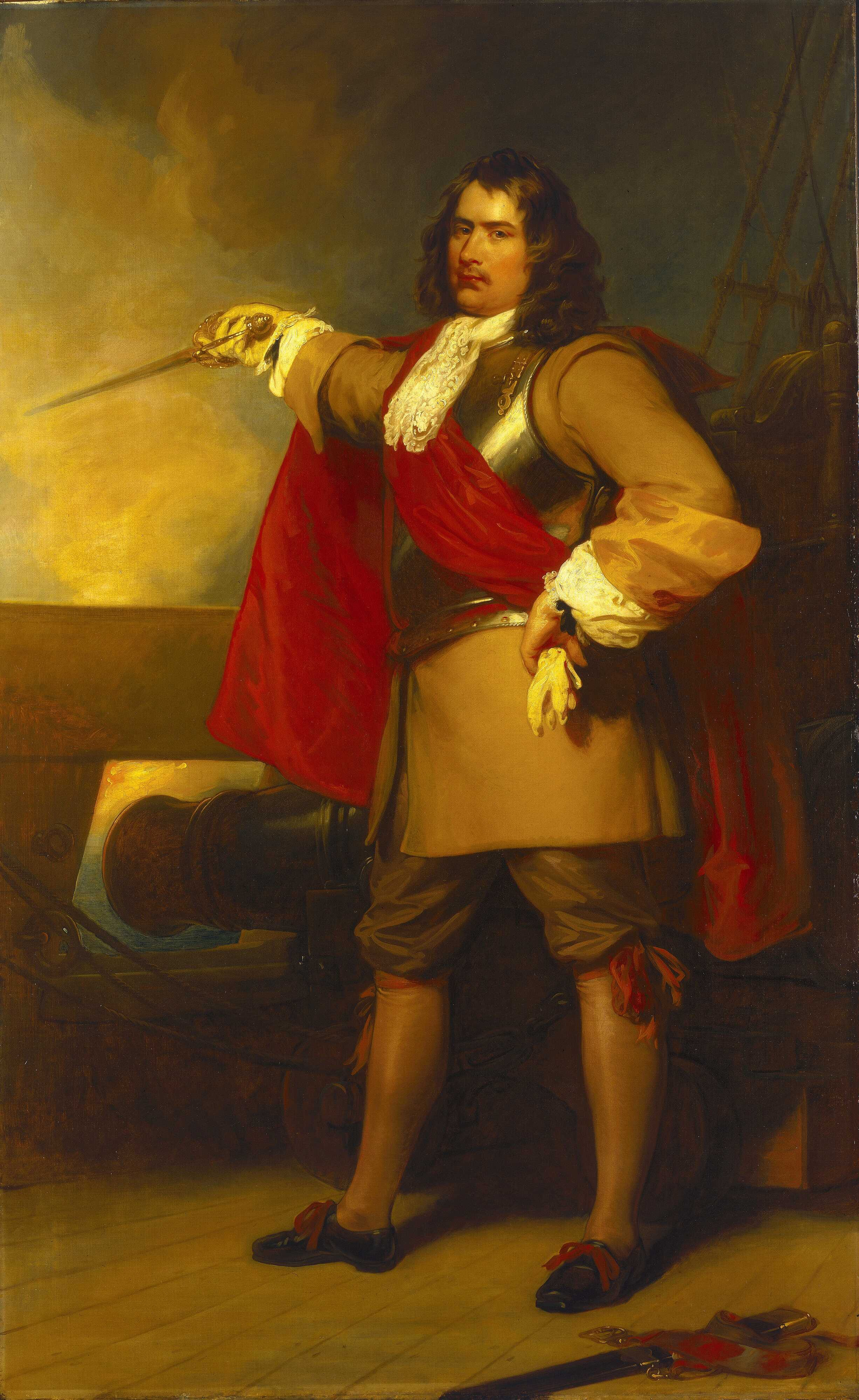
Admirał Robert Blake

Robert Blake (ur. przed 27 września 1598 w Bridgwater, zm. 17 sierpnia 1657 na morzu niedaleko Portsmouth) – jeden z bardziej znaczących admirałów angielskich XVII wieku.
Blake urodził się jako jedno z 13 dzieci handlarza z Bridgwater w Somerset, gdzie uczęszczał do grammar school (odpowiednika szkoły podstawowej). Po ukończeniu nauki na Uniwersytecie Oksfordzkim, miał nadzieję na rozpoczęcie akademickiej kariery, jednak jego związki ze znajdującą się w Oksfordzie akademią Merton (jedyną uczelnią w tym mieście sprzyjającą w przyszłej angielskiej wojnie domowej Parlamentowi), a także z uwagi na polityczne i religijne poglądy musiał zrezygnować ze swoich naukowych zamiłowań. Wróciwszy do Bridgwater, prawdopodobnie z powodu śmierci swojej matki w 1638 r., w powszechnym sporze ogarniającym Wielką Brytanię zdecydował się stanąć po stronie Parlamentu.

## W polityce
W 1640 r. Blake został wybrany na członka Parlamentu z Bridgewater. Był to tak zwany „Krótki Parlament” („Short Parliament”) trwający jedynie trzy tygodnie na przełomie kwietnia i maja 1640 r. Gdy wybuchła wojna domowa podczas trwania tzw. „Długiego Parlamentu” („Long Parliament” – trwający do końca wojny domowej w 1653 r.), nie będąc tym razem wybranym na członka parlamentu, Blake rozpoczął swą wojskową karierę walcząc w wojskach Parlamentu, i to pomimo braku jakiegokolwiek doświadczenia w sprawach wojskowych, zarówno lądowych, jak i morskich.
Później w 1653 r. znów wrócił do służby parlamentarnej, stając się członkiem tzw. „Małego Parlamentu” („Little Parliament”), gdy przez kilka miesięcy kurował się z rany otrzymanej w bitwie pod Portland. Gdy wrócił do zdrowia, wrócił do służby na morzu.

## Na lądzie
Najsłynniejszymi wyczynami Blake’a na lądzie były oblężenia Bristolu w lipcu 1643 r., Lyme w kwietniu 1644 r., Taunton w 1645 r. i Dunster w listopadzie 1645 r. Znana jest jego słynna deklaracja z czasu oblężenia Taunton, gdzie powiedział, że ma cztery pary butów i zje trzy, zanim się podda.

## Na morzu
Blake został generałem na morzu (ranga odpowiadająca admirałowi) w 1649 r. Często mówi się o nim jako o „ojcu angielskiej marynarki wojennej”. Przyczynił się w znacznym stopniu do wybudowania największej floty, jaką Anglia kiedykolwiek miała – z kilkudziesięciu okrętów do ponad stu. Był pierwszym dowódcą, który wyprowadził flotę w morze podczas zimy. Rozwinął nowe techniki morskich blokad i desantów. W okresie rekonwalescencji po otrzymanych ranach w 1653 r. napisał „Instrukcje żeglarskie” („Sailing instructions”) oraz „Instrukcje bojowe” („Fighting Instructions”), które stały się podstawą angielskiej taktyki walki na morzu w czasach panowania okrętów żaglowych. Był pierwszym, któremu wielokrotnie powiódł się atak w obecności nadbrzeżnych fortów nieprzyjaciela.

### Angielska wojna domowa
Dnia 11 stycznia 1649 r. książę Rupert prowadził 8 okrętów z niepełnymi załogami do Kinsale w Irlandii w celu przeszkodzenia wojskom Parlamentu w przejęciu Irlandii z rąk Rojalistów. Blake blokował flotę Ruperta w Kinsale od 22 maja, umożliwiając Cromwellowi lądowanie w Dublinie 15 sierpnia 1649 r.
Blake został wyparty przez sztorm w październiku i wtedy Rupert wymknął się do Lizbony, gdzie powiększył swą flotę do 13 okrętów. Blake wyszedł w morze w lutym 1650 r. i zarzucił kotwice koło Lizbony, próbując wywrzeć nacisk na króla Portugalii Jana IV, by ten cofnął swą protekcję dla Ruperta i zmusił go do wypłynięcia z lizbońskiego portu. Po dwóch miesiącach król Portugalii nadal wspierał flotę Ruperta. W tym czasie do Blake’a dołączyły 4 okręty dowodzone przez Edwarda Pophama, który przywiózł ze sobą pozwolenie rządu na rozpoczęcie działań wojennych przeciwko Portugalii.
Książę Rupert dwukrotnie usiłował bez powodzenia przełamać blokadę, która w końcu została zniesiona po tym, jak Blake odpłynął do Kadyksu z 7 statkami, które zdobył po trzygodzinnej walce z 23 okrętami portugalskiej floty. Podczas tej walki utonął portugalski wiceadmirał. Blake 3 listopada w pobliżu Malagi ponownie starł się z Rupertem, tym razem z 6 okrętami, zdobywając 1 okręt. Dwa dni później podczas próby ucieczki z Cartageny inne okręty Ruperta zostały zepchnięte na mieliznę, zabezpieczając panowanie Parlamentu na morzu. W lutym 1651 r. Parlament nagrodził Blake’a kwotą 1000 funtów szterlingów. W czerwcu tego samego roku Blake opanował archipelag Scilly, ostatnią przystań marynarki wojennej Rojalistów. Wkrótce po tym został członkiem Brytyjskiej Rady Stanu.
Pod jego wodzą flota wojenna Parlamentu była zdolna zapewnić ciągłą aprowizację maszerującej na Szkocję armii Cromwella. W końcu 1652 r. zabezpieczone zostały angielskie kolonie w Ameryce.

### Pierwsza wojna angielsko-holenderska
Następne osiągnięcia Blake’a pochodzą z okresu pierwszej wojny angielsko-holenderskiej. Wojna zaczęła się głównie od potyczki między flotą holenderską Maartena Trompa a flotą Blake’a w okolicach Folkestone 29 maja 1652 r. znanej jako bitwa pod Dover.
Właściwa wojna rozpoczęła się w czerwcu wraz z angielską kampanią przeciwko holenderskim Indiom zachodnim i atakiem Blake’a (miał około 60 okrętów) na bałtyckie linie handlowe Holendrów. Blake starał się także zwalczać holenderski handel rybami w rejonie zarówno Bałtyku, jak i Morza Północnego. Dnia 5 października 1652 r. holenderski wiceadmirał Witte Corneliszoon de With, nie doceniając Anglików, spróbował zaatakować Blake’a, jednak warunki pogodowe spowodowały, że to Blake 8 października 1652 r. zaatakował pod Kentish Knock, bijąc Holendrów i zmuszając ich do schronienia się w macierzystych portach.
Angielski rządowi wydawało się, że wojna została praktycznie już rozstrzygnięta i posłał znaczną liczbę okrętów angielskich na Morze Śródziemne. Blake miał tylko 42 okręty gdy został zaatakowany i zdecydowanie pobity przez 88 okrętów Trompa 9 grudnia 1652 r. w bitwie pod Dungeness, tracąc na rzecz Holendrów kontrolę nad kanałem La Manche. W tym czasie wysłane na Morze Śródziemne okręty również zostały pobite w bitwie pod Livorno.
Po generalnej reorganizacji floty Blake pożeglował z około 75 okrętami by odzyskać panowanie nad kanałem La Manche, co udało mu się po pokonaniu Holendrów w bitwie pod Portland. W bitwie pod Gabbard Blake wzmocniony okrętami generałów Richarda Deane’a i George’a Moncka zdecydowanie pobił Holendrów, zatapiając bądź zdobywając 17 okrętów wroga, samemu nie tracąc żadnego. Na skutek tej bitwy Holendrzy zostali zablokowani w swych portach aż do ostatecznej porażki w bitwie pod Scheveningen, w której poległ Maarten Tromp.
Po zawarciu pokoju z Holendrami, Blake mając 24 okręty pożeglował w październiku 1654 r. na Morze Śródziemne, skutecznie powstrzymując Henryka II Gwizjusza od zdobycia Neapolu.

### Bej Tunisu
W kwietniu 1655 r. Blake znów został wysłany na Morze Śródziemne by wyciągnąć rekompensatę od pirackich państw śródziemnomorskich atakujących angielskie statki handlowe. Bej Tunisu nie chciał nawet dyskutować o jakichkolwiek odszkodowaniach. Doszło do walki w Porto Farina, w której eskadra Blake’a zniszczyła dwie nadbrzeżne baterie i 9 algierskich okrętów. Był to pierwszy wypadek, kiedy to okrętom wojennym udało się zniszczyć naziemne baterie bez konieczności wysadzania desantu.

### Wojna angielsko-hiszpańska
W lutym 1656 r. rywalizacja handlowa z Hiszpanią zamieniła się w wojnę. W wojnie tej Blake blokował Kadyks, a podczas tej blokady jeden z jego kapitanów Richard Stayner zniszczył większość hiszpańskiej srebrnej floty. Udało się zdobyć jeden z galeonów, wypełniony skarbami. Straty hiszpańskie ocenia się na 2 miliony ówczesnych funtów szterlingów (czyli około 4200 tys. dukatów). Blake utrzymywał blokadę przez całą zimę, a trzymanie floty na morzu zimą było prawdziwym ewenementem w owych czasach.
W 1657 r. Blake ponownie pokonał hiszpańską flotę w Indiach Zachodnich, przechwytując ją w okolicach Jamajki. Dnia 20 kwietnia 1657 r. Blake całkowicie zniszczył hiszpańską srebrną flotę liczącą 16 okrętów w zatoce Santa Cruz przy wyspie Teneryfa, samemu tracąc tylko jeden okręt. Zwycięstwo odniósł pomimo faktu, że Hiszpanów wspierała dodatkowo artyleria nadbrzeżna.

## Śmierć
W drodze powrotnej z kolejnej akcji pod Kadyksem Robert Blake zmarł, mając już w zasięgu wzroku Portsmouth. Pochowano go w opactwie westminsterskim w obecności Oliviera Cromwella i członków Brytyjskiej Rady Stanu. Po restauracji monarchii król Karol II Stuart nakazał wydobycie jego zwłok i wrzucenie ich do wspólnego grobu.

## Rodzina Roberta Blake’a
Brat Blake’a Benjamin Blake (1614-1689) służył pod wodzą Roberta, później wyemigrował do Karoliny, był ojcem Josepha, gubernatora Karoliny Południowej w latach 1694 oraz od 1696 do 1700 r.
Drugi z braci Blake’a, Samuel, walczył pod dowództwem pułkownika Aleksandra Pophama. W 1645 r. zginął w pojedynku.